# The Dollar Bottom
The Dollar Bottom (alternativ The Dollar Bottom & Taylor’s Finest Hour) ist ein britischer Kurzfilm von Roger Christian von 1981, dessen Drehbuch auf einer Kurzgeschichte von James Kennaway beruht. In der Hauptrolle ist Robert Urquhart als Schulleiter zu sehen. Der Film wurde bei den 53. Academy Awards 1981 mit einem Oscar in der Kategorie „Bester Kurzfilm“ (Dramatic Live Action) ausgezeichnet.

## Inhalt
Erzählt wird die Geschichte eines unternehmungslustigen Schülers eines Internats in Edinburgh im Jahr 1953, der seinen Mitschülern eine Versicherung anbietet, die eine Versicherungsleistung vorsieht, sollten sie mit einem Rohrstock geschlagen werden. Für den erfinderischen Jungen wird das Unterfangen schnell äußerst lukrativ und bringt ihm ein kleines Vermögen ein. Dann jedoch greift der Schulleiter persönlich ein.

## Produktion, Veröffentlichung
Es handelt sich um eine Produktion von Paramount Pictures und Rocking House, vertrieben von der Cinema International Corporation (CIC). 
Der Film wurde im Vereinigten Königreich im Februar 1981 veröffentlicht. In Finnland hatte er am 18. Mai 1984 unter dem Titel Penneissä miljoonan alku Fernsehpremiere.

## Auszeichnungen
- Oscarverleihung 1981: Oscar für den Produzenten Lloyd Phillips für The Dollar Bottom
- BAFTA Awards 1981: nominiert für den BAFTA Film Award Roger Christian in der Kategorie „Bester Kurzfilm“